# Star (Jan Garbarek-album)
Star från 1991 är ett studioalbum av den norske saxofonisten Jan Garbarek.

## Låtlista
Låtarna är skrivna av Miroslav Vitouš om inget annat anges.
1. Star (Jan Garbarek) – 6:16
2. Jumper – 4:21
3. Lamenting – 6:08
4. Anthem (Peter Erskine) – 6:17
5. Roses for You – 5:40
6. Clouds in the Mountain – 4:39
7. Snowman (Miroslav Vitouš/Jan Garbarek/Peter Erskine) – 5:22
8. The Music of My People (Peter Erskine) – 3:42

## Medverkande
- Jan Garbarek – sopran- och tenorsax
- Miroslav Vitouš – bas
- Peter Erskine – trummor